# Fritz Forsman
Fritz Petrus Forsman, född 15 september 1869 i Gävle, död där 21 juli 1929,  var en svensk elektroingenjör.
Efter mogenhetsexamen 1887 var Forsman e.o. kammarskrivare vid Tullkammaren i Gävle 1887–1897 och blev sistnämnda år elev vid Kungliga Tekniska högskolan, varifrån han utexaminerades 1900. Han var därefter verksam som ingenjör i Schenectady i delstaten New York och blev 1906 föreståndare för Gävle stads elektricitetsverk, från 1909 även för Gävle stads spårvägar och efterträddes på dessa poster 1928 av Sven Mortimer.